# Municipio de Carlton (Arkansas)
El municipio de Carlton (en inglés: Carlton Township) es un municipio ubicado en el condado de Chicot en el estado estadounidense de Arkansas. En el año 2010 tenía una población de 5086 habitantes y una densidad poblacional de 7,35 personas por km².

## Geografía
El municipio de Carlton se encuentra ubicado en las coordenadas 33°20′26″N 91°17′45″O / 33.34056, -91.29583. Según la Oficina del Censo de los Estados Unidos, el municipio tiene una superficie total de 692.27 km², de la cual 629.53 km² corresponden a tierra firme y (9.06%) 62.74 km² es agua.

## Demografía
Según el censo de 2010, había 5086 personas residiendo en el municipio de Carlton. La densidad de población era de 7,35 hab./km². De los 5086 habitantes, el municipio de Carlton estaba compuesto por el 56.41% blancos, el 37.24% eran afroamericanos, el 0.2% eran amerindios, el 0.67% eran asiáticos, el 0.02% eran isleños del Pacífico, el 4.4% eran de otras razas y el 1.06% pertenecían a dos o más razas. Del total de la población el 6.53% eran hispanos o latinos de cualquier raza.